# Gilloblennius tripennis
Gilloblennius tripennis és una espècie de peix de la família dels tripterígids i de l'ordre dels perciformes.

## Morfologia
- Els mascles poden assolir 10,2 cm de longitud total.[1][2]

## Alimentació
Menja principalment amfípodes i bernats ermitans.

## Hàbitat
És un peix marí, de clima temperat i demersal que viu entre 0-20 m de fondària.

## Distribució geogràfica
Es troba a Nova Zelanda.

## Observacions
És inofensiu per als humans.